# Rilly-sur-Loire
Rilly-sur-Loire ist eine französische Gemeinde mit 455 Einwohnern (Stand: 1. Januar 2022) im Département Loir-et-Cher in der Region Centre-Val de Loire; sie gehört zum Arrondissement Blois und zum Kanton Blois-3.

## Geographie
Die Gemeinde Rilly-sur-Loire liegt etwa 23 Kilometer südwestlich von Blois an der Loire in der Seenlandschaft Sologne und an der Grenze zum Département Indre-et-Loire. Umgeben wird Rilly-sur-Loire von den Nachbargemeinden Veuzain-sur-Loire im Norden, Chaumont-sur-Loire im Osten, Vallières-les-Grandes im Süden sowie Mosnes im Südwesten und Westen.

## Geschichte
Am 1. Januar 2012 wurde die Gemeinde Mitglied der Communauté d’agglomération de Blois.

## Bevölkerungsentwicklung
| Jahr                       | 1962 | 1968 | 1975 | 1982 | 1990 | 1999 | 2006 | 2017 |
| Einwohner                  | 317  | 354  | 313  | 297  | 321  | 404  | 437  | 474  |
| Quellen: Cassini und INSEE |      |      |      |      |      |      |      |      |

## Sehenswürdigkeiten

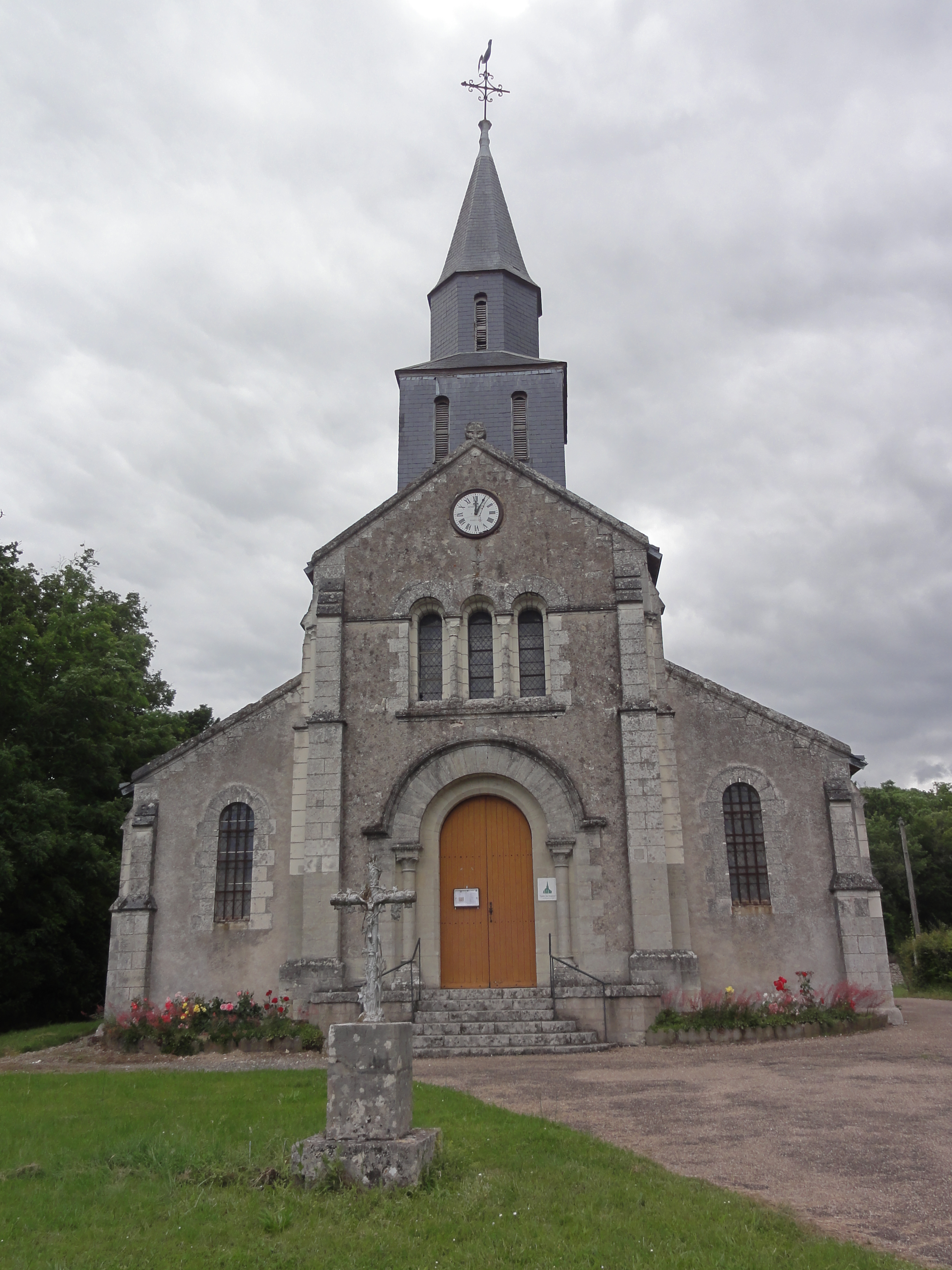
Kirche Sainte-Eugénie
- Scfhloss Rilly
- Wasserturm
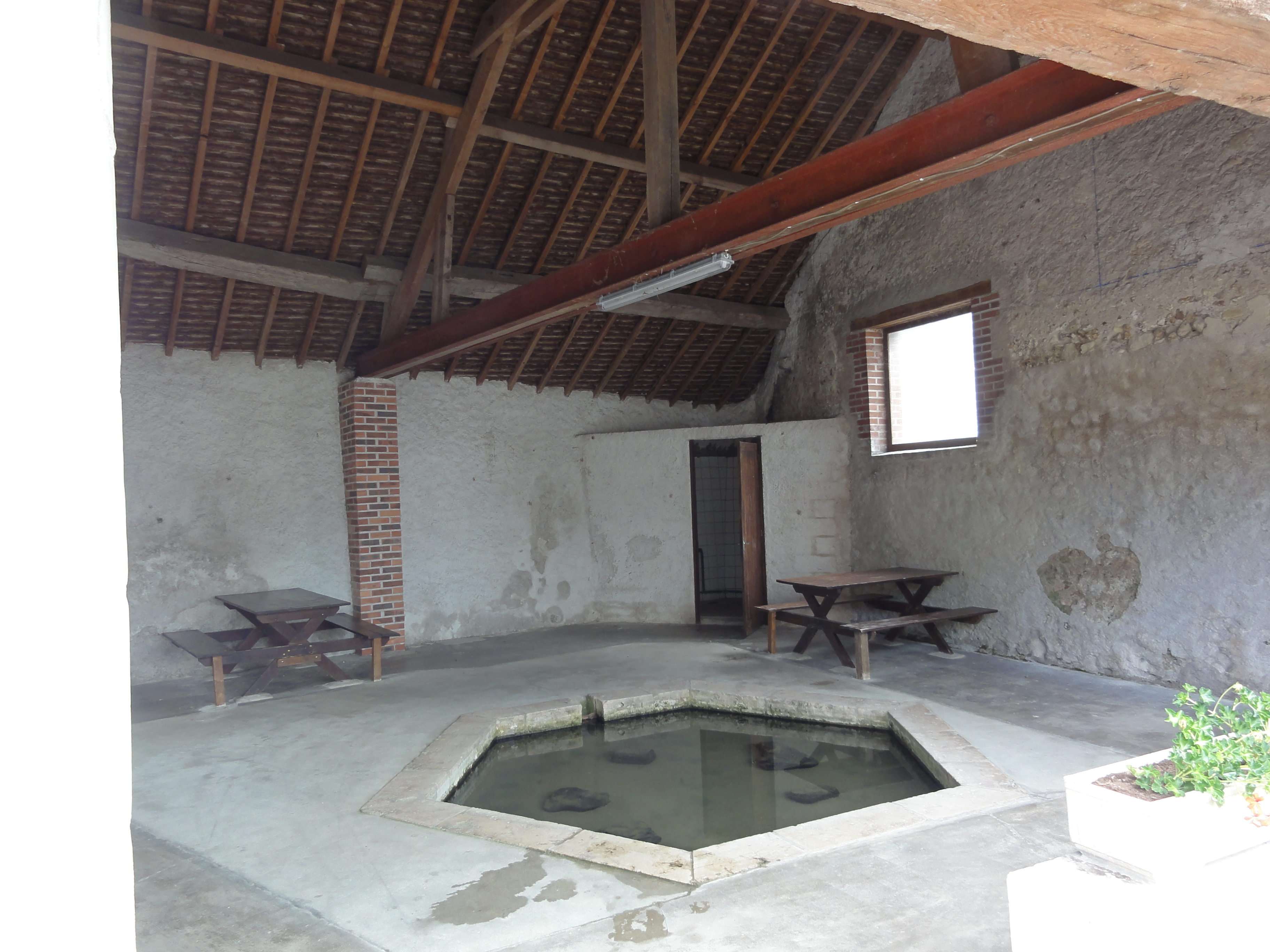
Lavoir
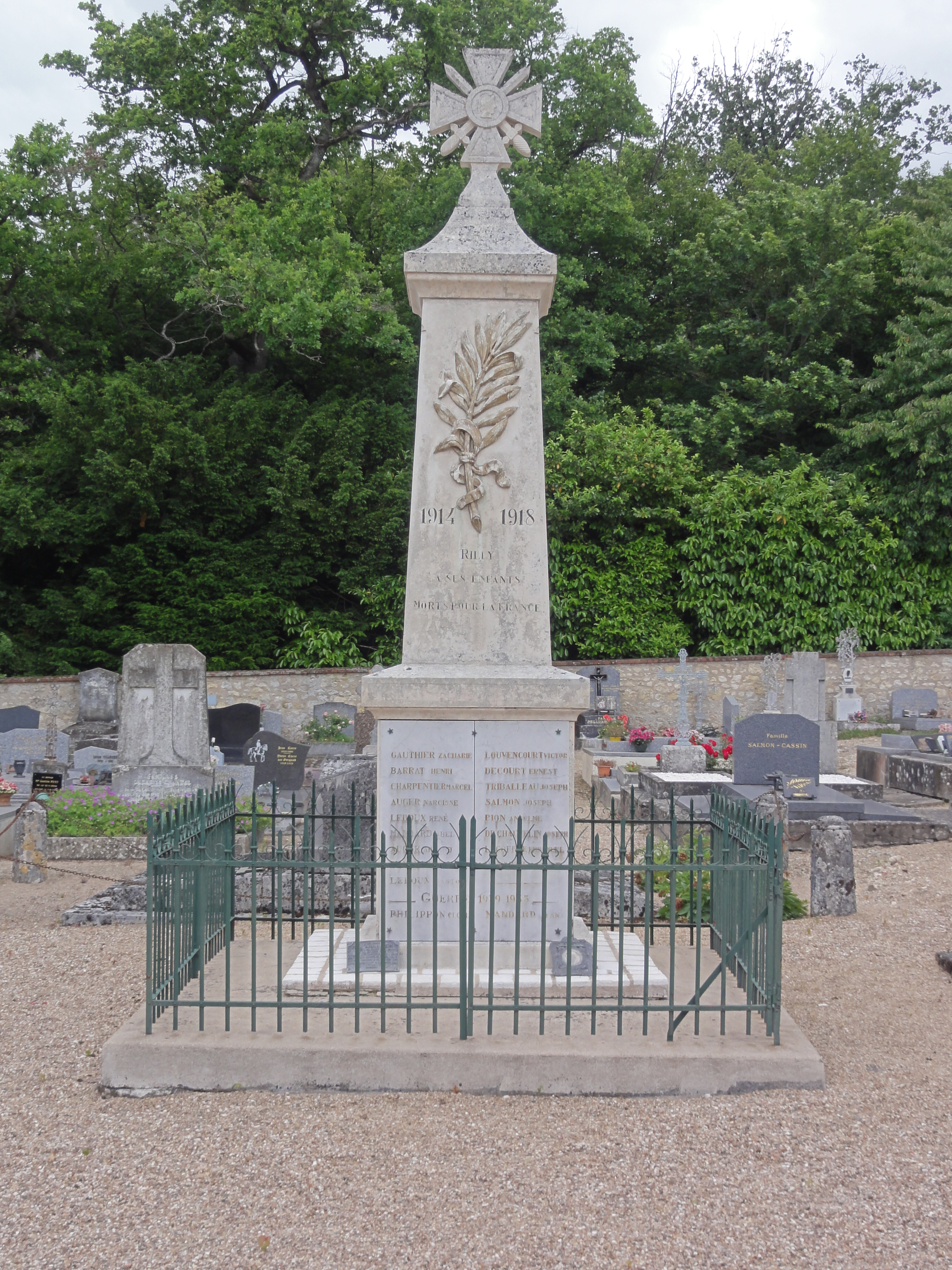
Gefallenendenkmal

- Kirche Sainte-Eugénie
- Lavoir
- Gefallenendenkmal